# Armando Marra
Armando Marra (Napoli, 10 gennaio 1936 – Bologna, 24 luglio 2011) è stato un attore, regista, cantante e scrittore italiano.
È noto principalmente per aver interpretato Dieci Decimi nel film No grazie, il caffè mi rende nervoso e Cavallo Pazzo in Arrapaho.

## Biografia
Armando Marra nasce a Napoli. Entra nel mondo dello spettacolo all'età di soli 8 anni, dedicandosi alla recitazione teatrale. Prende parte a numerosi spettacoli, crescendo artisticamente insieme a Peppino De Filippo. Recita sia in Italia che all'estero, frequentando anche la Comédie-Française insieme a Jean-Louis Barrault. Tra i lavori teatrali più rilevanti che possiamo citare, ricordiamo La tempesta con la regia di Giorgio Strehler, dove interpreta Trinculo, Il palazzo di cristallo, organizzato da Peter Brook e svoltosi a Broadway, Il berretto a sonagli insieme a Eduardo De Filippo, nel ruolo di Spanò, e Masaniello, con Lina Sastri e Mariano Rigillo.
Recita, inoltre, come protagonista in Iesus, con Anna Miserocchi, e 'O juorno 'e San Michele: spettacolo teatrale riguardante il giorno dell'unificazione d'Italia, organizzato da lui stesso, insieme a Regina Bianchi. Entrambi gli show si svolsero durante il Festival di Settembre al Borgo, a Caserta, dove Marra ricevette il titolo di cittadino onorario.
Marra si è dedicato anche al mondo del cinema: viene scoperto da Pietro Germi e nel 1970 ottiene il suo primo ruolo nel film Le castagne sono buone, recitando solo come comparsa. Nel 1976 lo ritroviamo nelle pellicole L'Italia s'è rotta e Il compromesso... erotico.
Nel 1982, impersona Dieci Decimi nel celebre film No grazie, il caffè mi rende nervoso, con Massimo Troisi e Lello Arena; inoltre, prende parte alla pellicola Attila flagello di Dio, con Diego Abatantuono. Nel 1983, recita con Vittorio Gassman e Fanny Ardant, nel film Benvenuta, e con Alberto Sordi ne Il tassinaro. L'anno seguente, è in Arrapaho, nel ruolo di Cavallo Pazzo, e nel film Mi manda Picone con la regia di Nanni Loy, dove interpreta Troncone. Nel 1986, lo ritroviamo nel film Il nome della rosa di Jean-Jacques Annaud. Nel 1987 è nel cast di Intervista, che vede come regista Federico Fellini, e Mosca addio, insieme all'attrice Liv Ullmann. Nel 1986 è la volta de Il commissario Lo Gatto con Lino Banfi, dove interpreta il barbiere. Nel 1989 recita ancora in un film di Nanni Loy girato a Napoli, Scugnizzi, dove interpreta la parte del padre di un minore rinchiuso nel carcere minorile di Nisida.
Nel 1990, recita nei film Il male oscuro di Mario Monicelli, insieme a Giancarlo Giannini, e Nel giardino delle rose di Luciano Martino.
Nonostante la notevole carriera cinematografica, l'artista ha dichiarato di amare esclusivamente il teatro e di non aver mai avuto molto interesse riguardo al grande schermo; in un'intervista del 2006, Marra ha affermato: «Il cinema per la verità non l'ho mai cercato: io ho sempre amato il teatro. Per me il teatro è vita, è la mia vita, e io la amo [...]».
Muore a Bologna, all'età di 75 anni, nella casa di cura Villa Chiara, dove era ricoverato.

## Filmografia
- Le castagne sono buone, regia di Pietro Germi (1970)
- L'Italia s'è rotta, regia di Steno (1976)
- Il compromesso... erotico, regia di Sergio Bergonzelli (1976)
- Le calde notti di Caligola, regia di Roberto Bianchi Montero (1977)
- La bravata, regia di Roberto Bianchi Montero (1977)
- Ring, regia di Luigi Petrini (1977)
- Sarti Antonio brigadiere, regia di Pino Passalacqua – miniserie TV (1978)
- Il balordo, regia di Pino Passalacqua – miniserie TV (1978)
- No grazie, il caffè mi rende nervoso, regia di Lodovico Gasparini (1982)
- Attila flagello di Dio, regia di Castellano e Pipolo (1982)
- Benvenuta, regia di André Delvaux (1983)
- La chiave, regia di Tinto Brass (1983)
- Il tassinaro, regia di Alberto Sordi (1983)
- Arrapaho, regia di Ciro Ippolito (1984)
- Mi manda Picone, regia di Nanni Loy (1984)
- Il nome della rosa (Der Name der Rose), regia di Jean-Jacques Annaud (1986)
- Il commissario Lo Gatto, regia di Dino Risi (1986)
- Mosca addio, regia di Mauro Bolognini (1987)
- Tango blu, regia di Alberto Bevilacqua (1987)
- Capriccio, regia di Tinto Brass (1987)
- Intervista, regia di Federico Fellini (1987)
- Investigatori d'Italia, regia di Paolo Poeti – miniserie TV (1987)
- Stradivari, regia di Giacomo Battiato (1988)
- Don Bosco, regia di Leandro Castellani (1988)
- Big Man – serie TV (1988)
- Scugnizzi, regia di Nanni Loy (1989)
- Nel giardino delle rose, regia di Luciano Martino (1990)
- Il male oscuro, regia di Mario Monicelli (1990)
- C'è posto per tutti, regia di Giancarlo Planta (1990)
- Le ragazze di Miss Italia, regia di Dino Risi – film TV (2002)

## Teatro
- La tempesta
- Il palazzo di cristallo
- Il berretto a sonagli
- Masaniello
- Iesus
- 'O juorno 'e San Michele

## Curiosità
- Si è esibito anche al circo, nel ruolo di Cirano Pagliaccio. Lo spettacolo è stato trasmesso su Rai 2.[1]
- Aveva un buon rapporto con gli Squallor.[2]
- Era amico di Benedetto Casillo.[1]
- Ha recitato in teatro per 70 anni.[2]